# 小白花地榆
小白花地榆（学名：Sanguisorba tenuifolia var. alba）为蔷薇科地榆属下的一个变种。

## 扩展阅读
- 維基物種上的相關：小白花地榆